# Synonchus intermedius
Synonchus intermedius är en rundmaskart som beskrevs av Allgen 1939. Synonchus intermedius ingår i släktet Synonchus och familjen Leptosomatidae. Inga underarter finns listade i Catalogue of Life.